# You Get Me
Pour plus de détails, voir Fiche technique et Distribution.
You Get Me ou Je suis à toi au Québec est un thriller américain réalisé par Brent Bonacorso, sorti en 2017 sur Netflix.

## Synopsis
En froid avec sa petite amie Alison, Tyler se console dans les bras de la séduisante et énigmatique Holly. Mais ce qui n'était qu'une histoire sans lendemain pour le jeune homme tourne vite au cauchemar lorsqu'il réalise qu'Holly n'a pas l'intention de le laisser retourner auprès d'Alison.

## Fiche technique
Sauf indication contraire, les informations mentionnées dans cette section peuvent être confirmées par la base de données cinématographiques IMDb,  présente dans la section « Liens externes ».
- Titre original : You Get Me
- Titre québécois : Je suis à toi
- Réalisation : Brent Bonacorso
- Scénario : Ben Epstein
- Photographie : William Gideon
- Décors : Dara Waxman
- Musique : Robert Miller (en)
- Montage : Michelle Harrison et Joe Landauer
- Production : Nicki Cortese, Matthew Kaplan, Brian Robbins, Jessica Held et Max Siemers
- Société de production : Awesomeness TV
- Société de distribution : Netflix
- Pays d'origine :  États-Unis
- Langue originale : anglais
- Format : couleur
- Genres : thriller
- Durée : 90 minutes
- Dates de sortie : 
  - Belgique, États-Unis, France, Québec, Suisse romande : 23 juin 2017 sur Netflix

## Distribution
- Bella Thorne (VF : Adeline Chetail) : Holly
- Halston Sage (VF : Fily Keita) : Alison
- Taylor John Smith (VF : Martin Faliu) : Tyler
- Anna Akana (VF : Lisa Caruso) : Lydia
- Nash Grier (en) (VF : Dimitri Rougeul) : Gil
- Jennifer Esposito (VF : Marie-Laure Dougnac) : Corinne
- Garcelle Beauvais : La principale
- Kathryn Morris (VF : Christèle Billautl) : Mrs. Hewett
- Rhys Wakefield (VF : Rémi Caillebot) : Chase
- Farrah Mackenzie (VF : Cindy Lemineur) : Tiffany
- Josh Banday (VF : Guillaume Bourboulon) : Mr. Ahmed

Version française
- Studio de doublage : BTI Studios
- Adaptation : Jean-Hugues Courtassol
- Direction artistique : Frank Louis